# Войшанци
Войшанци (на македонска литературна норма: Војшанци) е село в Северна Македония, в община Неготино.

## География
Войшанци е разположено на 6 километра източно от град Неготино на левия бряг на Вардар срещу село Дуброво.

## История
В XIX век Войшанци е смесено българо-помашко село в Тиквешка кааза на Османската империя. Според статистиката на Васил Кънчов („Македония. Етнография и статистика“) от 1900 година Вайшанци има 110 жители българи християни и 310 българи мохамедани.
По данни на секретаря на Българската екзархия Димитър Мишев („La Macédoine et sa Population Chrétienne“) в 1905 година в селото (Voïchtantzi) има 80 българи екзархисти.
След Междусъюзническата война в 1913 година селото попада в Сърбия. След Първата световна война мюсюлманите се изселват и във Войшанци се заселват сръбски колонисти, които с частни средства изкупуват земя от землището на селото.
На етническата си карта от 1927 година Леонард Шулце Йена показва Войшан (Vojšan) като българо-мохамеданско (помашко) село.
Според преброяването от 2002 година Войшанци има 432 жители.
| Националност     | Всичко |
| северномакедонци | 423    |
| албанци          | 0      |
| турци            | 0      |
| роми             | 0      |
| власи            | 0      |
| сърби            | 9      |
| бошняци          | 0      |
| други            | 0      |

В 2004 година е изградена църквата „Света Петка“.